# کشیشتف چچوت
کشیشتف چچوت (لهستانی: Krzysztof Czeczot؛ ‏ تلفظ لهستانی: [ˈkʂɨʂtɔf]؛ زادهٔ ۲۵ ژوئیه ۱۹۷۹) بازیگر، نمایشنامه‌نویس، تهیه‌کننده فیلم، کارگردان نمایش و کارگردان تلویزیونی اهل لهستان است. وی دانش‌آموختهٔ مدرسه ملی فیلم ووچ و مدرس همانجاست.
از فیلم‌ها یا مجموعه‌های تلویزیونی که وی در آن‌ها نقش داشته است، می‌توان به غسل تعمید، خودِ زندگی، موج جرم و جنایت، خبرچینان، تیم، همه رومن را دوست دارند، اولا بی‌ریخته، مزرعه، دوران افتخار، در خوشی و سختی، مجرد، گوش آقای رئیس، یک ورشویی، پدر متیو، دیگر هرگز برف نخواهد آمد، قیافه، نامه به بابا نوئل ۲، ورشو ۴۴، کمیسر آلکس، قانون حقیقی، اداره ترافیک، ۸۰ میلیون، خانه تاریک، صفر و عشق پیچیده اشاره نمود.